# 菝葜黑圓盾介殼蟲
菝葜黑圓盾介殼蟲（学名：Melanaspis smilacis）为盾介殼蟲科黑圓盾介殼蟲屬下的一个种。